# Herbert Cecil Duncan
Herbert Cecil Duncan, britanski general, * 1896, † 1942.